# Seznam postav seriálu Agenti S.H.I.E.L.D.

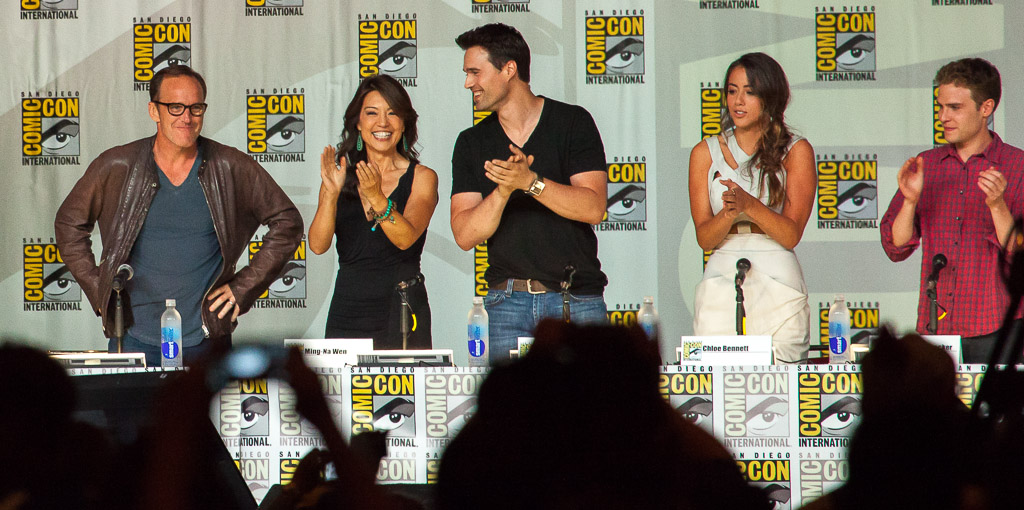
Hlavní postavy Agents of S.H.I.E.L.D. na Mezinárodním Comic Conu v San Diegu 2013 (zleva: Gregg, Wen, Dalton, Bennet, Caestecker)

Tento článek je seznamem postav z akčního seriálu Agenti S.H.I.E.L.D..
| Popis barvy |
| ----------- |
| hlavní      |
| vedlejší    |
| hostující   |

## Hlavní postavy
| Jméno                           | Herec / Herečka         | Počet dílů | Počet dílů | Počet dílů | Počet dílů | Počet dílů | Počet dílů | Počet dílů | Role |
| Jméno                           | Herec / Herečka         | 1          | 2          | 3          | 4          | 5          | 6          | 7          | Role |
| ------------------------------- | ----------------------- | ---------- | ---------- | ---------- | ---------- | ---------- | ---------- | ---------- | --- |
| Phil Coulson                    | Clark Gregg             | 22 / 22    | 22 / 22    | 21 / 22    | 22 / 22    | 22 / 22    | 5 / 13     | 0          | Původně vysoce postavený agent S.H.I.E.L.D.u, který dohlížel na valnou většinu polních misí agentury. V díle Počátek konce se z Coulsona stává ředitel S.H.I.E.L.D.u. Na začátku 4. řady přenechává pozici ředitele Jeffrey Maceovi (poté co bylo odhaleno, že S.H.I.E.L.D. stále funguje) a stává se zase obyčejným agentem. Po odhalení, že Mace je pouze nastrčený pěšák ATCU, se znovu Phil ujímá vedení agentury. Na konci 5. série po vítězství nad Glennem Talbotem z agentury odchází a poslední dny života stráví na Tahiti s Mayovou. |
| Sarge                           | Clark Gregg             | 0          | 0          | 0          | 0          | 0          | 12 / 13    | 0          | Záhadný vůdce námezdních vojáků, snažících se vyhubit Shriky, národ parazitických bytostí, kteří infikují obyvatele planety a planetu zničí. Je pronásledován S.H.I.E.L.D.em, protože vypadá jako Coulson. Jedná se o směs Coulsona a mimozemské rasy Shoooe. Na Zemi dorazí proto, že se na ni dostávají Shrikové a tudíž ji chce zničit. Na nějakou dobu naváže spolupráci se S.H.I.E.L.D.em s pokusem zabít Shriky, aniž by se musela být Země zničena, avšak nakonec se ji pokusí zamořit plynem. Zabije ho Melinda Mayová. |
| Phil Coulson (LMD)              | Clark Gregg             | 0          | 0          | 0          | 0          | 0          | 0          | 13 / 13    | Rok po své smrti je Coulson přiveden zpět k životu jako LMD, aby dokončil svou poslední misi při cestování časem. |
| Melinda Mayová                  | Ming-Na Wen             | 22 / 22    | 22 / 22    | 20 / 22    | 22 / 22    | 22 / 22    | 13 / 13    | 11 / 13    | Eso S.H.I.E.L.D.u, výborný pilot a expert na zbraně, který má přezdívku "Kavalérie" od mise v Bahrajnu, která ji nadosmrti poznamenala. |
| Grant Ward / Hive               | Brett Dalton            | 22 / 22    | 14 / 22    | 17 / 22    | 4 / 22     | 0          | 0          | 0          | Agent Hydry, který dělal špiona v S.H.I.E.L.D.u, kde byl specialistou pro tajné mise. Ve 3. řadě se přidá ke Gideonovi Malickovi, se kterým se pokusili získat mocného Inhumana z mimozemského světa, Hivea. Na planetě ho ale zabije Phil Coulson, ale jeho tělo napadne Hive a dostane se přes portál zpátky na Zem. Hive na konci 3. série umírá, když je poslán v Quinjetu do vesmíru, kde vybuchne. Ward se znovu objeví jako vymyšlená postava v Konstrukci, kde bojuje proti Hydře. |
| Daisy "Skye" Johnsonová / Quake | Chloe Benett            | 22 / 22    | 22 / 22    | 21 / 22    | 22 / 22    | 22 / 22    | 13 / 13    | 12 / 13    | Počítačová hackerka posedlá superhrdiny, která se snažila najít své pravé rodiče. Proto se přidala do hackerské skupiny „Nastávající příliv“. V epizodě Konec začátku se Skye stává agentem S.H.I.E.L.D.u. V první polovině 2. série zjišťuje, kdo byli její rodiče. V díle Čím se stanou zjišťuje, že její pravé jméno je Daisy a je vyvolená – smí se dotknout Obelisku. Na konci dílu je díky němu "znovuzrozená" – stala se Inhumanem, člověkem obdařeným schopností rozvibrovat okolí. Postupně se snaží nalézat nové Inhumans a zakládá tým Secret Warriors, který pracuje pod S.H.I.E.L.D.em. Po smrti Lincolna, Daisy opouští S.H.I.E.L.D. a stává se lovkyní, která loví členy Watchdogs. Po problémech s Ghost Riderem a knihou Darkhold se Daisy vrací zpátky k agentuře. Během 5. řady na chvíli vede S.H.I.E.L.D. V 6. řadě se Simmonsovou hledá Fitze ve vesmíru a po návratu na Zemi je vysoce postavenou agentkou S.H.I.E.L.D.u. V sedmé sérii spolu se zbytkem týmu pokračuje v boji s Chronikomy napříč časem. Po návratu do hlavní časové linie se s Danielem Sousou a Korou vydává do vesmíru a stává se součástí organizace S.W.O.R.D., kterou založil Nick Fury. |
| Leo Fitz                        | Iain De Caestecker      | 22 / 22    | 22 / 22    | 22 / 22    | 22 / 22    | 19 / 22    | 12 / 13    | 3 / 13     | Agent S.H.I.E.L.D.u, který se specializuje na strojírenství, zejména na technologie zbraní. Nicméně v důsledku nedostatku kyslíku pod vodou (díl Počátek konce), trpěl rozsáhlým poškozením mozku, které v průběhu druhé řady odeznělo. |
| Jemma Simmonsová                | Elizabeth Henstridge    | 22 / 22    | 22 / 22    | 22 / 22    | 22 / 22    | 22 / 22    | 12 / 13    | 13 / 13    | Agentka S.H.I.E.L.D.u, která se specializuje na biologické vědy (jak lidské, tak mimozemské). Na konci 2. sezóny ji spolkl Monolit, takže asi 4 měsíce prožila na jiné planetě, než se s pomocí Fitze dostala zpět na Zem. Před začátkem 4. řady je Jemma povýšena na speciálního poradce ředitele pro vědu a technologii. |
| Lance Hunter                    | Nick Blood              | 0          | 22 / 22    | 12 / 22    | 0          | 1 / 22     | 0          | 0          | Námezdní žoldák, který se přidal k S.H.I.E.L.D.u. Aby neprozradil existenci S.H.I.E.L.D.u světu, rozhodl se spolu s Bobbi v díle Poslední přípitek skončit s prací špióna. |
| Bobbi Morseová / Mockingbird    | Adrianne Palicki        | 0          | 18 / 22    | 12 / 22    | 0          | 0          | 0          | 0          | Agentka S.H.I.L.D.u. Byla infiltrována do Hydry jako šéfka bezpečnosti. Pomohla Simmonsové k útěku po jejím odhalení – díl Slípka ve vlčím doupěti. Exmanželka Lance Huntera, kterého navrhla k nabraní do S.H.I.E.L.D.u. Aby neprozradil aexistenci S.H.I.E.L.D.u světu, rozhodla se spolu s Hunterem v díle Poslední přípitek skončit s prací špióna. |
| Alphonso "Mack" MacKenzie       | Henry Simmons           | 0          | 22 / 22    | 19 / 22    | 21 / 22    | 22 / 22    | 12 / 13    | 13 / 13    | Mechanik, který se přidal k S.H.I.E.L.D.u. Na konci 2. série dostává na starost mimozemské artefakty a stává se po odchodu May víceředitelem S.H.I.E.L.D.u. Po odhalení S.H.I.E.L.D.u pracuje Mack v terénu s Coulsonem. Na konci 5. série po odchodu Coulsona se stává novým ředitelem S.H.I.E.L.D.u. |
| Lincoln Campbell / Sparkplug    | Luke Mitchell           | 0          | 6 / 22     | 18 / 22    | 0          | 0          | 0          | 0          | Inhuman se schopností ovládat elektřinu. Pomáhal Skye pochopit její schopnosti. Byl ošálen Jiaying, nakonec pomohl Skye v boji proti ní. Poté se stal doktorem v nemocnici, dokud nebyl vyhlášen lov na Inhumans a on musel uprchnout. Po dopadnutí Lashe, zůstal na základně S.H.I.E.L.D. Na konci 3. série umírá – obětoval se, aby mohl být zabit Hivea. |
| Holden Radcliffe                | John Hannah             | 0          | 0          | 5 / 22     | 17 / 22    | 0          | 0          | 0          | Transhumanista, který byl zajmutý Hivem. Po zničení Hivea se Holden přidá k S.H.I.E.L.D.u. Vytvořil androida se jménem AIDA a s její pomocí poté počítačový svět Konstrukci. AIDA ho v díle Self Control zabíjí a jeho vědomí posílá do Konstrukce. |
| Elena Rodriguezová / Jo-Jo      | Natalia Cordova-Buckley | 0          | 0          | 5 / 22     | 9 / 22     | 22 / 22    | 12 / 13    | 13 / 13    | Kolumbijka, která získala schopnosti Inhumans. Její schopností je vysoká rychlost (cca 6 metrů za třináctinu sekundy) – funguje jako jo-jo, kdy se musí navrátit zpět na to místo, odkud vyběhla (doběhne tak daleko jak zvládne na jedno ťuknutí srdce). Přidala se k S.H.I.E.L.D.u. V díle All the Comforts of Home ji Ruby usekne obě paže a Jo-Jo si později pořídí nové kybernetické paže. |
| Deke Shaw                       | Jeff Ward               | 0          | 0          | 0          | 0          | 19 / 22    | 8 / 13     | 13 / 13    | Člověk žijící v Majáku, který provozuje Konstrukci. Po vrácení agentů S.H.I.E.L.D.u zpět do budoucnosti se omylem přenesl s nimi. V díle The Real Deal bylo odhaleno, že je vnukem Jemmy a Fitze. Během 6. řady příležitostně spolupracuje s S.H.I.E.L.D.em. |

1. ↑  Adrianne Palicki byla povýšena mezi hlavní postavy až od 11. dílu 2. série (Následné otřesy)

## Vedlejší postavy
Tyto postavy se objevily několikrát během série (alespoň 4x v jedné řadě) v důležitých rolích. 
| Jméno                                 | Herec/Herečka                                                    | První výskyt                                     | Počet dílů | Počet dílů | Počet dílů | Počet dílů | Počet dílů | Počet dílů | Počet dílů | Role |
| Jméno                                 | Herec/Herečka                                                    | První výskyt                                     | 1          | 2          | 3          | 4          | 5          | 6          | 7          | Role |
| ------------------------------------- | ---------------------------------------------------------------- | ------------------------------------------------ | ---------- | ---------- | ---------- | ---------- | ---------- | ---------- | ---------- | --- |
| Mike Peterson / Deathlok              | J. August Richards                                               | 1x01 – Nový svět                                 | 8          | 3          |            |            | 1          |            |            | Obyčejný muž, který byl uměle posílen sérem obsahující Extremis v projektu Stonožka. Peterson se později přidá do S.H.I.E.L.D.u, ale poté, co ztratí svojí pravou nohu, padá zpátky pod kontrolu Clairvoyanta, který mu ji nahradí bionickou protézou jako součást projektu Deathlok. V díle Počátek konce se za pomocí Skye vzbouří proti Garrettovi a odchází hledat vykoupení za své zločiny, které spáchal jako Deathlok. V díle Eden se spojil s Coulsonem a bylo zjištěno, že v minulých měsících pro něj špehoval dr. Lista z Hydry. |
| Ian Quinn                             | David Conrad                                                     | 1x03 – Přínos                                    | 4          |            |            |            | 1          |            |            | Bohatý průmyslník / filantrop a generální ředitel společnosti Quinn Worldwide, s napojením na Clairvoyanta a projekt Stonožka. |
| Raina                                 | Ruth Negga                                                       | 1x05 – Dívka v květovaných šatech                | 6          | 11         |            |            | 1          |            |            | Elitní člen projektu Stonožka, který slouží jako její náborář. V díle Zázračné místo byla zatčena S.H.I.E.L.D.em a později osvobozena z vězení Wardem v díle Providence. Pracuje spolu se Skyiným otcem. Je jedna z vyvolených rasou Kree. V díle Čím se stanou používá Obelisk k "znovuzrození" jako Inhuman. Ale je zhrozena, protože jí to změnilo do ostny-pokryté bytosti. Chtěla se nechat zabít, ale odvedl ji Gordon na místo nazývané Posmrtný život, kde žijí Inhumans. Tam postupně zjišťuje, že její pravou schopností jsou věštecké sny. Protože věděla, co Jiaying chystá, byla ní v díle S.O.S. (1. část) zabita. |
| Victoria Handová                      | Saffron Burrows                                                  | 1x07 – Hub                                       | 4          |            |            |            |            |            | 2          | Vysoce postavená agentka S.H.I.E.L.D.u, která má na starost základnu S.H.I.E.L.D.u nazývanou "Hub". Později je zabita Wardem v epizodě Časy se mění. |
| Davis                                 | Maximilian Osinski                                               | 1x09 – Škody                                     | 1          |            |            | 11         | 8          | 6          | 1          | Agent S.H.I.E.L.D.u. Za dob ředitele Mace se stal součástí týmu S.T.R.I.K.E. a získal v agentuře větší roli. V šesté řadě ho v díle Leap zabila Izel. |
| Anne Weaverová                        | Christine Adams                                                  | 1x12 – Sémě                                      | 2          | 7          |            |            |            |            |            | Ředitelka S.H.I.EL.D.ské Akademie věd a technologií. Po odhalení Hydry byla zachráněna Tomasem Calderonem. Přidala se k "skutečnému S.H.I.E.L.D.u" a je jednou z hlavních vůdců. |
| John Garrett / Clairvoyant            | Bill PaxtonJames Paxton (mladší)                                 | 1x14 – T.A.H.I.T.I.                              | 6          |            |            |            |            |            | 3          | Vysoce postavený agent S.H.I.E.L.D.u / expert na výbušniny, který je bývalý partner Coulsona a pracuje po boku Warda a Mayové. V díle Časy se mění bylo odhaleno, že je agent Hydry a Clairvoyant; a v epizodě Vděčnost, že byl první testovací subjekt programu Deathlok. V díle Počátek konce je zabit Coulsonem. |
| Antoine Triplett                      | B.J. Britt                                                       | 1x14 – T.A.H.I.T.I.                              | 8          | 10         |            | 3          |            |            |            | Agent S.H.I.E.L.D.u, který se specializuje na boj a zbraně. Pracoval pod Garrettem, než bylo zjištěno, že je agent Hydry. Poté se přidal ke Coulsonově týmu. V díle Čím se stanou umírá po zasažení výbojem z Obelisku. Znovu se s ním setkáváme v Konstrukci, kde je znovu agentem S.H.I.E.L.D.u. |
| Eric Koenig                           | Patton Oswalt                                                    | 1x18 – Providence                                | 2          |            |            |            |            |            |            | Agent S.H.I.E.LD.u, který měl na starost tajnou základnu Providence. Eric je zabit Grantem Wardem v díle Jediné světlo v temnotě. |
| Billy Koenig                          | Patton Oswalt                                                    | 1x22 – Počátek konce                             | 1          | 4          |            | 1          |            |            |            | Agent S.H.I.E.LD.u. Měl na starost tajnou základnu Playground. Poté měl na starost projekt Théta. |
| Sam Koenig                            | Patton Oswalt                                                    | 2x09 – Ty, kdož dovnitř vcházíš                  |            | 3          |            | 1          |            |            |            | Agent S.H.I.E.L.D.u. Měl na starost projekt Théta. |
| Thurston Koenig                       | Patton Oswalt                                                    | 4x12 – Hot Potato Soup                           |            |            |            | 1          |            |            |            | Agent S.H.I.E.L.D.u. |
| Ernest "Hazard" Koenig                | Patton Oswalt                                                    | 7x01 – The New Deal                              |            |            |            |            |            |            | 2          | Muž, který je v roce 1931 majitelem tajného baru v New Yorku. Pradědeček sourozenců Keoenigových z přítomnosti. |
| Glenn Talbot                          | Adrian Pasdar                                                    | 1x18 – Providence                                | 3          | 5          | 4          | 4          | 8          |            |            | Plukovník amerických vzdušných sil a později brigádní generál. Po úmrtí Rosalindy Priceové se stává ředitelem ATCU, dokud není střelen LMD Skye střelen do hlavy a neskončí v kómatu. Později se probere v tajných místnostech generálky Haleové. Po 6 měsících věznění v Hydře je zachráněn Coulsonem. Později do sebe vpustil velké množství gravitonia, které dokázal ovládat, ale znásobilo jeho negativní vlastnosti až nakonec přišel o rozum. Nakonec ho v díle The End Quake díky znásobeným schopnostem pomocí séra Stonožky poslala do vesmíru, kde zmrzl. |
| Daniel Whitehall                      | Reed Diamond                                                     | 2x01 – Stíny                                     |            | 7          | 1          |            | 1          |            |            | Elitní člen Hydry od 2. světové války a její "současný" vůdce. V díle To, co chceme pohřbít bylo odhaleno, že Whitehall získal mladistvý vzhled díky implantování DNA a orgánů mladé ženy, která byla odolná vůči Obelisku a byla obdařena dlouhověkostí. V epizodě Čím se stanou je zastřelen Philem Coulsonem. |
| Sunil Bakshi                          | Simon Kassianides                                                | 2x01 – Stíny                                     |            | 11         |            | 1          |            |            |            | Agent Hydry, který byl pravou rukou Daniela Whitehalla. Skončil uvězněn v cele v S.H.I.E.D.u jako dar od Warda. S jeho neuvědomělou pomocí zničil Coulsonův tým americkou Hydru, poté byl předat Talbotovi. Osvobodili ho Grant s Agentkou 33. Vymyli mu mozek a stal se Wardovým sluhou. S jeho pomocí se Coulsonův tým s Wardem dostali k dr. Listovi, aby mohli zachránit Mikea a Lincolna. Při ochraně Warda byl Sunil zabit Simmonsovou v díle Půltucet špinavců. |
| Carl "Crusher" Creel / Absorbing Man  | Brian Patrick Wade                                               | 2x01 – Stíny                                     |            | 2          | 1          |            | 6          |            |            | Bývalý boxer a muž se superschopností absorbovat vlastnosti materiálu, kterého se dotkne. Garrett ho rekrutoval do Hydry, kde mu vymyli mozek. Během mise, kdy měl ukrást Obelisk, se dostal do křížku s Coulsonovým týmem. Přežil dotek s Obeliskem a jeho krev se stala vakcínou proti terrigenezi. Tým ho zajal a předal do péče Talbota, kde mu navrátili jeho svobodu a zrušili účinky vymývání. Stal se bodyguardem Talbota, když se stal hlavou ATCU. Během Talbotova následného kómatu po střelení Daisiným LMD byl Creel rekrutován generálkou Haleovou, poslední členkou Hydry. Ale po zjištění, že drží v zajetí Talbota a Coulsona, jim oboum pomohl k útěku. V díle The Force of Gravity byl ošálen šíleným Talbotem, poté co přijal do sebe gravitonium, a ten ho absorboval. |
| Calvin Zabo                           | Kyle MacLachlan                                                  | 2x02 – Těžká je hlava                            |            | 13         |            |            |            |            |            | Otec Skye. Zešílel z lásky k jeho rodině. Bral chemikálie, které mu dodávají velkou sílu a mohou mu změnit i fyzický vzhled. Jeho jediným přáním je ochránit jeho dceru - Skye. Proto zabije i Skyinu matku, když se snažila zabít Skye. Pomocí programu TAHITI jsou mu vymazány všechny vzpomínky. Nyní pracuje ve veterinární ordinaci. |
| Kara Lynn Palamasová / Agent 33       | Maya Stojan (normální vzhled), Ming-Na Wen (jako Melinda Mayová) | 2x03 – Jak získávat přátele a působit na lidi    |            | 10         |            |            |            |            |            | Bývalá agentka S.H.I.E.L.D.u a jedna z nejlepších. Po rozpadu agentury ji dostala Hydra a vymyli jí mozek. Chvíli pracovala spolu se Sunilem Bakshim, po jeho uvěznění s Whitehallem. Zvykla nosit poničený převlek, po kterém vypadala jako Melinda Mayová se spálenou levou tváří. Po zabití Whitehalla utekla ze základny s Grantem Wardem. Ten ji naučil používat svoji normální tvář. Ward ji později zanechal na základně S.H.I.E.L.D.u, aby mohla unést Bobbi Morseovou, která se naní dopustila zvěrstev, když byla infiltrována do S.H.I.E.L.D.u. Omylem zabita Wardem v díle S.O.S. (2. část). |
| Jiaying                               | Dichen Lachman                                                   | 2x08 – To, co chceme pohřbít                     |            | 9          |            |            |            |            | 2          | Milenka Calvina a matka Skye. Vedla Inhumans, její schopností je věčné mládí, díky čemuž může po generace pomáhat ostatním výjimečným. Bohužel život a zdraví si musí prodlužovat vysáváním životní energie ostatních. Po Whitehallovo experimentování na ní (chtěl a získal její mládí) byla znovu poskládána Calem – k plnému uzdravení musela vysát energii všech lidí ve vesnici. Poté už nikdy nebyla stejná a lačnila po krvi. Vymyslela plán – zabila Roberta Gonzalese a "nechala se jím postřelit" – kterým získala na svou stranu všechny Inhumans pro boj se S.H.I.E.L.D.em. Zabita Calem, když se snažila zabít Skye, která se jí postavila. |
| Gordon                                | Jamie Harris                                                     | 2x10 – Čím se stanou                             |            | 11         |            |            |            |            | 2          | Inhuman, který má schopnost teleportace. Po terrigenezi se o něj starala Jiaying. Pomohl Raině a Skye dostat se na Posmrtný život. Věří Jiaying a souhlasil s jejím plánem na zničení S.H.I.E.L.D.u. Zabit v díle S.O.S. (2. část). |
| Robert Gonzalez                       | Edward James Olmos                                               | 2x14 – Láska za časů Hydry                       |            | 5          |            |            |            |            |            | Jeden z vůdců "skutečného S.H.I.E.L.D.u". Zabit Jiaying v díle Jizvy. |
| Andrew Garner / Lash                  | Blair UnderwoodMatt Willig (Lash)                                | 2x13 – Jeden z nás 3x01 – Přírodní zákony        |            | 30         | 7 6        |            |            |            |            | Ex-manžel Melindy Mayové. Psychiatr, který občas pracoval pro S.H.I.E.L.D. Když studoval zápisy Jiaying, aktivovala se ukrytá past, která na něj vypustila terrigenskou mlhu a stal se z něho Inhuman – přeměňuje se v Lashe, který má instinktivní pud zabíjet Inhumans. Byl zabit Jamesem, když zachraňoval Daisy z nadvlády Hivea. |
| Kebo                                  | Daz Crawford                                                     | 2x22 – S.O.S. (2. část)                          |            | 1          | 4          |            |            |            |            | Pravá ruka Warda v nově vytvořené Hydře. Zabit Bobbi v díle Skrytý mezi námi. |
| Rosalind Priceová                     | Constance Zimmer                                                 | 3x01 – Přírodní zákony                           |            |            | 8          |            |            |            |            | Šéfka agentury ATCU, která se snaží dopadnout Inhumans. Zabita Wardem v díle Vyrovnání. |
| Banks                                 | Andrew Howard                                                    | 3x01 – Přírodní zákony                           |            |            | 6          |            |            |            |            | Pravá ruka Rosalind Priceové a její hlavní terénní agent. Zabit Giyerem v díle Vyrovnání. |
| Joey Gutierrez                        | Juan Pablo Raba                                                  | 3x01 – Přírodní zákony                           |            |            | 6          |            |            |            |            | Inhuman, který se potýká s nově získanými schopnostmi, díky nimž rozkládá veškerý kov v jeho blízkosti. |
| Alexander Braun / Werner von Strucker | Spencer Treat Clark                                              | 3x02 – Účel stroje                               |            |            | 4          |            | 4          |            |            | Syn barona von Struckera, který se přidal k Wardovi. Protože se mu nezdařilo zabít doktora Garnera, utekl ke Gideonovi pro pomoc, který ho ale zaprodal. Byl těžce zraněn a dlouho ležel na základně S.H.I.E.L.D.u ve vegetativním stavu. Po probuzení zjistil, že díky Lincolnově zásahu proudem získal schopnosti – od onoho incidentu si dokáže vzpomenout úplně na cokoliv včetně sebemenších detailů, což se hodí generálce Haleové, která ho rekrutovala do jejího týmu. V díle All Roads Lead… byl omylem zabit Ruby, která nedokázala kontrolovat nové schopnosti. |
| Gideon Malick                         | Powers BootheCameron Palatas (mladší)                            | 3x06 – Skrytý mezi námi                          |            |            | 11         |            |            |            | 1          | Člen Hydry, bývalý člen Světové rady. Byl poradcem prezidentova štábu, pomohl vybudovat ATCU a dohlížel na vědecké oddělení, díky čemuž mohl nepozorovaně vytvářet další Inhumans. Zabit Skye v díle Tým. Opakuje si roli z Avengers. |
| Giyera                                | Mark Dacascos                                                    | 3x08 – Mnoho hlav, jeden příběh                  |            |            | 11         |            |            |            |            | Inhuman, který byl přeměněný na základně ATCU a pracoval pod Malickem. Jeho schopností je telekineze. Po příchodu Hivea se stal součástí jeho "úlu". Na konci 3. série ho zabil Fitz. |
| Polly Hintonová                       | Lola Glaudini                                                    | 3x15 – Časoprostor                               |            |            | 1          |            | 5          |            |            | Manželka Inhumana Charlese Hintona, která má dceru Robin. |
| James / Hellfire                      | Axle Whitehead                                                   | 3x16 – Ztracený ráj                              |            |            | 6          | 1          |            |            |            | Člověk, kterému bylo odepřeno stát se Inhumanem, když byl v Ráji; a byl vyhnán. Poté co se stala Skye součástí Hiveova "úlu", Jamesovi rozvine jeho schopnosti – pomocí svých rukou může zahřívat předměty, kterých se dotkne a libovolně je nechat vybuchovat. James se také stal součástí "úlu". Po smrti Hivea začal nenávidět všechny Inhumans a spojil se s Watchdogs. V díle Let Me Stand Next to Your Fire zabit Ghost Riderem. |
| Nathaniel Malick                      | Joel Dabney Courtney (3. řada)Thomas E. Sullivan (7. řada)       | 3x16 – Ztracený ráj                              |            |            | 1          |            |            |            | 8          | Bratr Gideona Malicka, který jim byl zrazen a byl obětován jako Cestovatel Hivemu. V alternativní časové linii, kterou vytvořili Chronicomové, nezemřel a po unesení Quake získal díky injekci její krve podobné schopnosti jako ona. Poté se spojil se Sybil a chtěl na Zemi ustavit anarchii. |
| AIDA / Ophelia / Madame Hydra         | Mallory Jansen                                                   | 3x22 – Nanebevstoupení                           |            |            | 1          | 19         |            |            |            | Android stvořený dr. Holdenem Radcliffem. Po přečtení Darkholdu se odpoutala od Radfcliffovy nadvlády, zabila ho a stvořili si vlastní svět – Konstrukci – za účelem získání vlastního těla. Poté co si ho vytvořila, byla v díle World’s End zabita Ghost Riderem. |
| Agnes                                 | Mallory Jansen                                                   | 4x11 – BOOM                                      |            |            |            | 2          |            |            |            | Předloha AIDY. Milovaná dr. Holdena Radcliffa, která umírala na rakovinu. Její vědomí bylo přeneseno do Konstrukce, kde ji ale zabil Fitz. |
| Piperová                              | Briana Venskus                                                   | 3x19 – Nezdařené experimenty                     |            |            | 1          | 5          | 6          | 7          | 1          | Agentka S.H.I.E.L.D.u, která se učila bojové umění od May a je jedna z hlavních agentů mimo hlavní Coulsonův tým. |
| Robbie Reyes / Ghost Rider            | Gabriel Luna                                                     | 4x01 – The Ghost                                 |            |            |            | 9          |            |            |            | Automechanik, který loví zločince a zabíjí je. Je obdařen nadpřirozenou schopností zapalovat věci a má v sobě bytost Ghost Ridera. |
| Lucy Bauerová                         | Lili Birdsell                                                    | 4x01 – The Ghost                                 |            |            |            | 5          |            |            |            | Žena, která se stala "duchem". Snaží se najít cestu, jak se vrátit zpátky do lidské podoby pomocí knihy Darkhold. V díle The Good Samaritan byla zabita Ghost Riderem. |
| Gabe Reyes                            | Lorenzo James Henrie                                             | 4x01 – The Ghost                                 |            |            |            | 4          |            |            |            | Bratr Robbieho Reyese. Je připoutaný k vozíčku. |
| Jeffrey Mace                          | Jason O´Mar                                                      | 4x02 – Meet the New Boss                         |            |            |            | 14         |            |            |            | Nový ředitel S.H.I.E.L.D.u. a voják v projektu The Patriot, jenž mu dodává supersílu. Jeho vědomí bylo přeneseno do Konstrukce, kde se z něj stal pravý Inhuman. Byl zabit v Konstrukci, když na něj spadl dům. |
| Ellen Nadeerová                       | Parminder Nagra                                                  | 4x03 – Uprising                                  |            |            |            | 5          |            |            |            | Senátorka, která spolupracuje s Watchdogs. Nenávidí Inhumans. Byla zabita explozí Tuckerem Shockleyho, když omylem podstoupil terrigenezi v díle BOOM. |
| Burrows                               | Pat Cavanaugh                                                    | 4x03 – Uprising                                  |            |            |            | 12         |            |            |            | Agent S.H.IE.L.D.u, který pracuje na oddělení Vztahů s veřejností. Po pádu Quinjetu v díle The Patriot zemřel. Znovu jsme se s ním mohli potkat v Konstrukci. |
| Eli Morrow                            | José Zúñiga                                                      | 4x04 – Let Me Stand Next to Your Fire            |            |            |            | 5          |            |            |            | Strýc Robbieho, který je ve vězení za pokus o vraždu Josepha Bauera. Získá nadpřirozenou sílu z knihy Darkhold. V konečné bitvě proti S.H.I.E.L.D.u v díle The Laws of Inferno Dynamics je ale zabit Ghost Riderem. |
| Anton Ivanov / Superior               | Zach McGowan                                                     | 4x12 – Hot Potato Soup                           |            |            |            | 7          | 2          |            |            | Vůdce Watchdogs, který spolupracoval s AIDOU a získal umělá těla, která ovládal z dálky. Byl zabit Jo-Jo v díle The Honeymoon. |
| Hope Mackenziová                      | Jordan Rivera                                                    | 4x17 – Identity and Change                       |            |            |            | 5          |            |            |            | Dcera Maca, která umřela. Objevila se naživu v "Konstrukci", kde žila s Mackem. |
| Enoch                                 | Joel Stoffer                                                     | 4x22 – World's End                               |            |            |            | 1          | 7          | 9          | 9          | Chronicom, který už přes 30 000 let sleduje vývoj lidstva. Poslal agenty S.H.I.E.L.D. do budoucnosti na Maják, aby zvrátili vyhynutí lidstva. Poté pomohl Fitzovi, aby agenty z Majáku zachránili. V alternativní časové linii zemřel v díle Past Life a obětoval se pro záchranu agentů. Jelikož ale agenti pozměnili budoucnost, Enoch nezemřel a znovu s agenty S.H.I.E.L.D.u spolupracoval. Nicméně při cestování do minulosti se znovu obětoval, aby mohli agenti pomocí jeho "srdce" stabilizovat rozbitý Time Drive. |
| Tess                                  | Eve Harlow                                                       | 5x02 – Orientation (Part 2)                      |            |            |            |            | 5          |            |            | Žena žijící v Majáku, která pomáhá agentům z S.H.I.E.L.D.u. Byla zabita Kree v díle Together or Not at All, ale poté jimi znovu obživena. |
| Kasius                                | Dominic Rains                                                    | 5x02 – Orientation (Part 2)                      |            |            |            |            | 8          |            |            | Kree, který má na starost Maják. V díle Past Life je zabit. |
| Sinara                                | Florence Faivre                                                  | 5x02 – Orientation (Part 2)                      |            |            |            |            | 8          |            |            | Žena Kree, která pracuje pod Kasiem na Majáku. Neustále si hraje se svýma smrtícíma kuličkama. Zabita v díle Best Laid Plans. |
| Grill                                 | Pruitt Taylor Vince                                              | 5x02 – Orientation (Part 2)                      |            |            |            |            | 4          |            |            | Překupník na Majáku. Byl zabit Flintem v díle Fun & Games. |
| Flint                                 | Coy Stewart                                                      | 5x03 – A Life Spent                              |            |            |            |            | 6          | 2          | 1          | Kluk na Majáku, který přespává na Tessině lodi. Stal se Inhumanem při Obrodě – umí ovládat kameny v okolí. |
| generál Haleová                       | Catherine Dent                                                   | 5x05 – Rewind                                    |            |            |            |            | 10         |            |            | Nemilosrdná generálka, která se snaží dopadnout agenty S.H.I.E.L.D.u a pracuje pro Hydru. V díle The One Who Will Save Us All ji zabil Glenn Talbot. |
| Robin Hintonová                       | Lexy Kolker (7letá)Ava Kolker (12letá)Willow Hale (starší)       | 5x05 – Rewind                                    |            |            |            |            | 612        |            |            | Dcera Polly Hintonové a Charlese Hintona. Po celoplošné vypuknutí terrigeneze se i ona nakazila a stala se Inhumankou. Stala se prorokem – její mysl se roztříštila a nerozlišuje minulost, přítomnost a budoucnost. V alternativní časové linii byla zabita Samuelem Vossem v díle The Last Day, ale po záchraně budoucnosti stále žije. |
| Ruby Haleová                          | Dove Cameron                                                     | 5x11 – All the Comforts of Home                  |            |            |            |            | 6          |            |            | Šílená dcera generálky Haleové, která je nemilosrdný zabiják se šakramy. Byla v díle All Roads Lead… zabita Jo-Jo. |
| Candice Leeová                        | Shontae Saldana                                                  | 5x11 – All the Comforts of Home                  |            |            |            |            | 5          |            |            | Asistentka generála Haleové. |
| Qovas                                 | Peter Mensah                                                     | 5x14 – The Devil Complex                         |            |            |            |            | 6          |            |            | Velitel Remorathů a jejich reprezentant v Konfederaci. Spolu s generálkou Haleovou pracovali na ochraně planety Země proti mimozemské invazi Thanose. Na oplátku požadoval gravitonium a Inhumany. Zemřel v díle The Force of Gravity, když ho porazila Mayová a zabit poté, co Deke na jeho loď zaměřil rakety. |
| Marcus Benson                         | Barry Shabaka Henley                                             | 6x01 – Missing Pieces                            |            |            |            |            |            | 5          |            | Doktor přírodních věd a profesor na Culverské univerzitě. Byl Macem a Melindou rekrutován kvůli svým znalostem do S.H.I.E.L.D.u. |
| Jaco                                  | Winston James Francis                                            | 6x01 – Missing Pieces                            |            |            |            |            |            | 7          |            | Hromotluk a člen Sargeovy skupiny |
| Pax                                   | Matt O'Leary                                                     | 6x01 – Missing Pieces                            |            |            |            |            |            | 6          |            | Člen Sargeovy skupiny |
| Snowflake                             | Brooke Williams                                                  | 6x01 – Missing Pieces                            |            |            |            |            |            | 7          |            | Členka Sargeovy skupiny, která má masochistické choutky. |
| Malachi                               | Christopher James Baker (6. řada)Joss Glennie-Smith (7. řada)    | 6x03 – Fear and Loathing on the Planet of Kitson |            |            |            |            |            | 6          | 1          | Chronicom a lovec, který má za úkol dopadnout Fitze, protože si zahrává s vesmírem. |
| Trevor Khan                           | Shainu Balan                                                     | 6x04 – Code Yellow                               |            |            |            |            |            | 4          |            | Agent S.H.I.E.L.D.u, který dohlížel na Dekea Shawa. |
| Diazová                               | Geri-Nikole Love                                                 | 6x04 – Code Yellow                               |            |            |            |            |            | 5          |            | Agentka S.H.I.E.L.D.u., kterou do agentury rekrutovala Mayová. |
| Izel                                  | Karolina Wydra                                                   | 6x07 – Toldja                                    |            |            |            |            |            | 7          |            | Prastará entita, která stvořila Shriky. |
| Luke                                  | Tobias Jelinek                                                   | 7x01 – The New Deal                              |            |            |            |            |            |            | 6          | Lovec Chronicomů, který dostal za úkol zničit S.H.I.E.L.D. V roce 1931 na sebe vzal podobu kapitána Williama Dolea. |
| Wilfred 'Freddy' Malick               | Darren Barnet (1930)Neal Bledsoe (1955)                          | 7x01 – The New Deal                              |            |            |            |            |            |            | 2          | Přívrženec Hydry a jeden z jejích nejvýše postavených členů. Otec Nathaniela a Gideona Malicka. |
| Daniel Sousa                          | Enver Gjokaj                                                     | 7x03 – Alien Commies from the Future!            |            |            |            |            |            |            | 10         | Americký voják, který bojoval ve druhé světové válce, kde ztratil jednu nohu. Poté se stal agentem SSR v New Yorku, kde pracoval s Peggy Carterovou. Po založení S.H.I.E.L.D.u se stal jedním z prvních agentů agentury. V roce 1955 se v Oblasti 51 potkal se současným týmem agentů S.H.I.E.L.D.u. Ti nahráli jeho smrt a on se přidal k jejich lovu Chronicomů v čase. |
| Sibyl                                 | Tamara Taylor                                                    | 7x03 – Alien Commies from the Future!            |            |            |            |            |            |            | 5          | Jasnovidka Chronicomů |
| Kora                                  | Dianne Doan                                                      | 7x08 – After, Before                             |            |            |            |            |            |            | 6          | Inhumanská dcera Jiaying, která dokáže manipulovat s energií. V originální časové linii spáchala sebevraždu poté, co se ji po delší době podařilo uniknout z Afterlifu. V alternativní časové linii se jí podařilo utéct a uniknout Gordonovi, který ji stíhal. Poté se přidala k Nathanielu Malickovi, aby společně Afterlife zničili. |

1. ↑  V sedmé řadě si v posledních dvou dílech zahrála mladou Victorii Handovou herečka Rachele Schank.
2. ↑  V sedmé řadě se objevil pouze mladý John Garrett, jehož ztvárnil James Paxton.
3. ↑  Maya Stojan hraje Agentku 33 v dílech 2x03 – Jak získávat přátele a působit na lidi, 2x04 – Tváří v tvář nepříteli, 2x14 – Láska za časů Hydry; Ming-Na Wen v dílech 2x09 – Ty, kdož dovnitř vcházíš, 2x10 – Čím se stanou, 2x14 – Láska za časů Hydry, 2x20 – Jizvy, 2x22 – S.O.S. (2. část); v díle 2x14 – Láska za časů Hydry na sebe vzala Agentka 33 i podobu Skye (Chloe Bennett), Carly Talbotové (Raquel Gardner) nebo modelky v časopise (Raquel Pomplun)
4. ↑  Jamie Harris nebyl jako postava v díle 210 – What They Become uveden. V díle Dozvuky si mladého Gordona ve flashbacích zahrál Philip Labes.
5. ↑  V sedmé řadě se objevil pouze mladý Gordon, jehož ztvárnil Fin Argus.
6. ↑  V tomto díle se objevila pouze mladší verze Gideona, kterého hraje Cameron Palatas.
7. 1 2  Představitelé Nathaniela Malicka a Kory nebyli v titulcích dílu As I Have Always Been uvedeni.
8. ↑  AIDA se poprvé objevila v posledním díle 3. řady pouze jako hlas počítače. V tomto díle ji dabovala Amanda Rea.
9. ↑  Mladou Haleovou hraje v díle Rise and Shine Alyssa Jirrels.
10. ↑  Postava se objevila i v díle Fear and Loathing on the Planet of Kitson, ale herec nebyl v titulkách uveden.
11. ↑  Luke Baines hrál předchozí tvář Lukea v díle 7x01 – The New Deal.

## Hostující postavy

### 1. řada
| Jméno                | Herec/Herečka          | První výskyt                      | Počet dílů | Počet dílů | Počet dílů | Počet dílů | Počet dílů | Počet dílů | Počet dílů | Role |
| Jméno                | Herec/Herečka          | První výskyt                      | 1          | 2          | 3          | 4          | 5          | 6          | 7          | Role |
| -------------------- | ---------------------- | --------------------------------- | ---------- | ---------- | ---------- | ---------- | ---------- | ---------- | ---------- | --- |
| Debbie               | Shannon Lucio          | 1x01 – Nový svět                  | 2          |            |            |            |            |            |            | Vědkyně, který pracuje pro projekt Stonožka. Byla později spálena na prach Scorchem v díle Dívka v květovaných šatech. |
| Maria Hillová        | Cobie Smulders         | 1x01 – Nový svět                  | 2          | 1          |            |            |            |            |            | Více-ředitelka S.H.I.E.L.D.u. Jak bylo zveřejněno v díle Nic osobního, po událostech ve filmu Captain America: Návrat prvního Avengera, pracuje jako zaměstnanec ve Stark Industries.                                                                                      |
| Dr. Streiten         | Ron Glass              | 1x01 – Nový svět                  | 2          |            |            |            |            |            |            | Lékař S.H.I.E.L.D.u, který měl na starost Coulsonovo znovuzrození. |
| Nick Fury            | Samuel L. Jackson      | 1x02 – 0-8-4                      | 2          |            |            |            |            |            |            | Bývalý ředitel S.H.I.EL.D.u a bývalý starší agent, který dohlížel na Coulsona a Garretta v jejich první dnech v agentuře. |
| Camilla Reyesová     | Leonor Varela          | 1x02 – 0-8-4                      | 1          |            |            |            |            |            |            | Důstojnice v peruánské armády a Coulsonův bývalý kolega. |
| Dr. Franklin Hall    | Ian Hart               | 1x03 – Přínos                     | 1          |            |            |            |            |            |            | Bývalý vědec S.H.I.E.L.D.u a učitel Fitze a Simmonsové, který může manipulovat s gravitací pomocí jeho generátoru z gravitonia, který byl vytvořen Ianem Quinnem. |
| Akela Amadorová      | Pascale Armand         | 1x04 – Kdo se dívá                | 1          |            |            |            |            |            |            | Bývalá agentka S.H.I.L.D.u a Coulsonův bývalá chráněnka. |
| Chan Ho Yin / Scorch | Louis Ozawa Changchien | 1x05 – Dívka v květovaných šatech | 1          |            |            |            |            |            |            | Hongkongský pouliční kouzelník s ohnivými schopnostmi, který byl unesen projektem Stonožka. Byl zabit Melindou Mayovou. |
| Miles Lydon          | Austin Nichols         | 1x05 – Dívka v květovaných šatech | 1          |            |            |            |            |            |            | Člen Nastávajícího přílivu a bývalý přítel Skye. |
| Edison Po            | Cullen Douglas         | 1x05 – Dívka v květovaných šatech | 3          |            |            |            |            |            |            | Elitní člen projektu Stonožka se spojením na Clairvoyanta. Později byl zabit přes telefon Clairvoyantem. |
| Quan Chen            | Tzi Ma                 | 1x05 – Dívka v květovaných šatech | 1          |            |            |            |            |            |            | Agent S.H.I.E.L.D.u, který měl na starost Scorche. Byl Scorchem zabit. |
| Tony Diaz            | Vincent Laresca        | 1x06 – Výboj                      | 1          |            |            |            |            |            |            | Jeden z hasičů, kteří se dotkli helmy Chitauri a byli napadeni jejím virem, na který podlehli. |
| Felix Blake          | Titus Welliver         | 1x06 – Výboj                      | 2          |            | 1          |            |            |            |            | Agent S.H.I.E.L.D.u. Byl vážně zraněn Deathlokem v epizodě Konec začátku. Stal se vůdcem protiinhumanské organizace Watchdogs a spolupracuje s Malickem. Welliver si opakuje roli z marvelovského one-shotu Položka 47 (Item 47).                                          |
| Shaw                 | Charles Halford        | 1x07 – Hub                        | 2          |            |            |            |            |            |            | Agent S.H.I.E.L.D.u, který pracuje v Uzlu. V epizodě Časy se mění agent Shaw je mezi agenty S.H.I.E.L.D.u, kteří pracují s Victorií Handovou a snaží se najít agenty Hydry.                                                                                                |
| Jasper Sitwell       | Maximiliano Hernández  | 1x07 – Hub                        | 3          |            |            |            |            |            |            | Agent S.H.I.E.L.D.u a blízký přítel Coulsona. Hernández si opakuje roli z filmů Thor, Avengers a marvelovských one-shotů Konzultant (The Consultant) a Položka 47 (Item 47). Nakonec bylo ve filmu Captain America: Návrat Prvního Avengera odhaleno, že je agentem Hydry. |
| Petra Larsenová      | Erin Way               | 1x08 – Studna                     | 1          |            |            |            |            |            |            | Spoluvůdce norské antipohanské skupiny. |
| Jakob Nystrom        | Michael Graziadei      | 1x08 – Studna                     | 1          |            |            |            |            |            |            | Spoluvůdce norské antipohanské skupiny. |
| dr. Elliot Randolph  | Peter MacNicol         | 1x08 – Studna                     | 1          |            | 1          |            |            |            |            | Asgardský válečník, který žil ve Španělsku, kde pracoval jako profesor na univerzitě. Poté se dostal do vězení v Norsku. V díle Purpose in the Machine pomohl týmu s problémem otevření portálu v Monolitu.                                                                |
| Tobias Ford          | Robert Baker           | 1x09 – Škody                      | 1          |            |            |            |            |            |            | Technik, který pracuje v Komplexu na zrychlení částic v StatiCorp a byl zodpovědný za výbuch, který tam proběhl. |
| Brian Hayward        | Paul Lacovara          | 1x10 – Most                       | 1          |            |            |            |            |            |            | Voják Stonožky. Pomocí něho a jeho sestry Laury (Molly McCook) S.H.I.E.L.D. našel úkryt Stonožky, kde ukrývali Coulsona. |
| Lloyd Rathman        | Rob Huebel             | 1x11 – Magické místo              | 1          |            |            |            |            |            |            | Podnikatel a generální ředitel nepojmenované společnosti, která byla vyšetřována pro daňové úniky. |
| T. Vanchat           | Aiden Turner           | 1x11 – Magické místo              | 1          |            |            |            |            |            |            | Černý překupník se spojením na Hydru. |
| Seth Dormer          | Daniel Zovatto         | 1x12 – Sémě                       | 1          |            |            |            |            |            |            | Kadet v S.H.I.E.L.D.ské Akademii věd a technologií, který pomáhal Donaldu Gillovi vytvořit vzdušné zařízení a má otce, který pracuje jako advokát v Quinn Worldwide. Dostal srdeční zástavu po nehodě se strojem.                                                          |
| Donald "Donnie" Gill | Dylan Minnette         | 1x12 – Sémě                       | 1          | 1          |            |            |            |            |            | Kadet v S.H.I.E.L.D.ské Akademii věd a technologií, který byl vytvořil vzdušné zařízení. Po nehodě se zařízením obdržel ledové schopnosti. Poté byl zajat Hydrou, kteří mu vymyli mozek. V epizodě Making Friends and Influencing People byl zabit Skye.                   |
| Richard Lumley       | Boyd Kestner           | 1x12 – Sémě                       | 1          |            |            |            |            |            |            | Bývalý agent S.H.I.L.D.u a partner Lindy Avery, který pomáhal ochránit batole Skye před 24 lety. |
| Carlo Mancini        | T.J. Ramini            | 1x13 – Vlak                       | 1          |            |            |            |            |            |            | Hlava bezpečnostního týmu Cybertek Inc., který měl za úkol dovést nohu z projektu Deathlok Ianu Quinnovi. On a jeho tým byli zabiti Mikem Petersonem, protože selhali a donesli tým S.H.I.E.L.D.u k Ianu Quinnovi.                                                         |
| Luca Russo           | Carlo Rota             | 1x13 – Vlak                       | 1          |            |            |            |            |            |            | Člen italské policie, který prozradil Coulsonovu misi bezpečnostnímu týmu Cybertek Inc.. Později je zabit Melindou Mayovou. |
| zákazník ve vlaku    | Stan Lee               | 1x13 – Vlak                       | 1          |            |            |            |            |            |            | |
| Lorelei              | Elena Satine           | 1x14 – T.A.H.I.T.I.               | 2          |            |            |            |            |            |            | Asgarďanka se schopností svézt každého muže. |
| Sif                  | Jaimie Alexander       | 1x15 – Služebníci                 | 1          | 1          |            |            |            |            |            | Asgarďanská válečnice a Thorova kamarádka z dětství. Na Zem se vrací v dílech Služebníci, aby odvedla zlou Asgarďanku, Lorelei; a v díle Who You Really Are, aby se postarala o muže z rasy Kree.                                                                          |
| Thomas Nash          | Brad Dourif            | 1x16 – Konec začátku              | 1          |            |            |            |            |            |            | Muž ve vegetativním stavu, o kterým si Coulsonův tým myslel, že je Clairvoyant. Je zabit Grantem Wardem. |
| Kaminsky             | Jeffrey Muller         | 1x18 – Providence                 | 3          |            |            |            |            |            |            | Pilot S.H.I.E.L.D.ského vrtulníku a agent Hydry pod velením Johna Garretta. Byl pohřben pod troskami, který vytvořila Mayová v epizodě Počátek konce. |
| Marcus Daniels       | Patrick Brennan        | 1x18 – Providence                 | 2          |            |            |            |            |            |            | Daniels má schopnost vysát veškerou energii z okolí po experimentu s Temnou sílou. Byl uvězněn v Ledničce do té doby, než byl osvobozen během Garretova řádění. Vybuchl, když na něj Coulson s Triplettem namířili čisté světlo v díle Jediné světlo v temnotě.            |
| paní Mayová          | Tsai Chin              | 1x19 – Jediné světlo v temnotě    | 1          |            |            |            |            |            |            | Matka Melindy Mayové, která ji donesla informaci o pobytu Marii Hillové. Je agent v důchodu neznámé agentury. |
| Audrey Nathanová     | Amy Acker              | 1x19 – Jediné světlo v temnotě    | 1          |            |            |            |            |            |            | Houslistka z Portlandu, která byla přítelkyně Coulsona před událostmi ve filmu Avengers. |

1. ↑  Puberťackého Sitwella hraje v díle Rise and Shine Adam Faison.

### 2. řada
| Jméno                      | Herec/Herečka         | První výskyt                                  | Počet dílů | Počet dílů | Počet dílů | Počet dílů | Počet dílů | Počet dílů | Počet dílů | Role |
| Jméno                      | Herec/Herečka         | První výskyt                                  | 1          | 2          | 3          | 4          | 5          | 6          | 6          | Role |
| -------------------------- | --------------------- | --------------------------------------------- | ---------- | ---------- | ---------- | ---------- | ---------- | ---------- | ---------- | --- |
| Peggy Carterová            | Hayley Atwell         | 2x01 – Stíny                                  |            | 2          |            |            |            |            |            | Důstojník ve Strategické vědecké jednotce a spoluzakladatel S.H.I.E.L.D.u. Atwell si zopakuje roli z filmu Captain America: První Avenger a Marvel One-Shot: Agent Carter.                                                                                        |
| Timothy "Dum Dum" Dugan    | Neal McDonough        | 2x01 – Stíny                                  |            | 1          |            |            |            |            |            | Člen Howling Commandos, který pracuje s Peggy Carterovou. McDonough si zopakuje roli z filmu Captain America: První Avenger a Marvel One-Shotu: Agent Carter. |
| Jim Morita                 | Kenneth Choi          | 2x01 – Stíny                                  |            | 1          |            |            |            |            |            | Člen Howling Commandos, který pracuje s Peggy Carterovou. Choi si zopakuje roli z filmu Captain America: První Avenger. |
| Isabelle "Izzy" Hartleyová | Lucy Lawless          | 2x01 – Stíny                                  |            | 2          |            |            |            |            |            | Agentka S.H.I.E.L.D.u, která pracovala s Lancem Hunterem, než zemřela. Po převratu Hydry pracovala pro "skutečný S.H.I.E.L.D." |
| Idaho                      | Wilmer Calderon       | 2x01 – Stíny                                  |            | 2          |            |            |            |            |            | Pracoval s Lancem Hunterem jako žoldák. Zemřel během autonehody, kterou způsobil Crusher Creel. |
| Roger Browning             | Matthew Glave         | 2x01 – Stíny                                  |            | 1          |            |            |            |            |            | Bývalý agent S.H.I.E.L.D.u. Zavražděn třetí stranou, když se snažil prodávat zboží S.H.I.E.L.D.u Izzy, Lanceovi a Idahovi. |
| Carla Talbotová            | Raquel Gardner        | 2x01 – Stíny                                  |            | 2          | 1          |            | 3          |            |            | Manželka brigádního generála Glenna Talbota. |
| Kenneth Turgeon            | Adam Kulbersh         | 2x03 – Jak získávat přátele a působit na lidi |            | 2          |            |            |            |            |            | Vedoucí v laboratořích Hydry, kde pracovala Simmonsová. Následně se objevil znovu v "Konstrukci". |
| Christian Ward             | Tim DeKay             | 2x06 – Rozbitý dům                            |            | 2          |            |            |            |            |            | Senátor a starší bratr Granta Warda. V retrospektivních záběrech v první řadě bylo zjištěno, že Christian týral Granta a jeho mladšího bratra. V díle Things We Bury je zavražděn Grantem spolu s rodiči.                                                         |
| Marcus Scarlotti           | Falk Hentschel        | 2x06 – Rozbitý dům                            |            | 1          |            |            |            |            |            | Agent Hydry, který se vydával za S.H.I.E.L.D. a zaútočil na sraz OSN. Později byl poražen agentkou Mayovou. |
| Toshiro Mori               | Brian Tee             | 2x06 – Rozbitý dům                            |            | 1          |            |            |            |            |            | Výrobce zbraní, který pracoval pro Hydru. |
| Carver / Sebastian Derrick | Brian Van Holt        | 2x07 – Na zdi vyryté                          |            | 1          |            |            |            |            |            | Zločinec, kterému bylo dáno zázračné sérum, ze kterého potom zešílel a snažil se najít "pravdu". |
| Hank Thompson              | Joel Gretsch          | 2x07 – Na zdi vyryté                          |            | 1          |            |            |            |            |            | Bývalý agent S.H.I.E.L.D.u, který byl jeden z nejlepších. Po podání zázračného séra byl jediný, kdo nalezl "pravdu". |
| dr. Levy / List            | Henry Goodman         | 2x11 – Dozvuky                                |            | 2          |            |            |            |            |            | Vědec z Hydry, který pracuje pro barona von Struckera. V Agentech se ukázal v díle Aftershocks, kde byl na srazu Hydry spolu s Bloomem, Baronkou, Bankéřem a Šejkem. Henry Goodman si opakuje roli z potitulkové scény z Captaina Americy: Návrat první Avengera. |
| Octavian Bloom             | Fred Dryer            | 2x11 – Dozvuky                                |            | 1          |            |            |            |            |            | Jedni z hlavních představitelů Hydry na americkém kontinentě. Všichni v díle Aftershocks zabiti. |
| Baronka                    | Kathryn Leigh-Scott   | 2x11 – Dozvuky                                |            | 1          |            |            |            |            |            | Jedni z hlavních představitelů Hydry na americkém kontinentě. Všichni v díle Aftershocks zabiti. |
| Bankéř                     | Joel Polis            | 2x11 – Dozvuky                                |            | 1          |            |            |            |            |            | Jedni z hlavních představitelů Hydry na americkém kontinentě. Všichni v díle Aftershocks zabiti. |
| Šejk                       | Maz Siam              | 2x11 – Dozvuky                                |            | 1          |            |            |            |            |            | Jedni z hlavních představitelů Hydry na americkém kontinentě. Všichni v díle Aftershocks zabiti. |
| Vin-Tak                    | Eddie McClintock      | 2x12 – Co jsi vlastně zač                     |            | 1          |            |            |            |            |            | Kree se schopností mazat vzpomínky. Přišel na Zem, aby se zbavil všech Hybatelů a všech pomocí nich přeměněných, jež jsou zabijácké monstra. Po potyčce s Coulsonovým týmem a Sif, ztrácí svoje vzpomínky a se Sif odchází do Asgardu.                            |
| Karla Faye Gideonová       | Drea De Matteo        | 2x13 – Jeden z nás                            |            | 1          |            |            |            |            |            | Žena plná nenávisti vůči S.H.I.E.L.D.u, která spojí své síly s Calem, otcem Skye. Má místo nehtů žiletky, které má srostlé s kůží. |
| Wendell Levi               | Ric Sarabia           | 2x13 – Jeden z nás                            |            | 1          |            |            |            |            |            | Muž, který spojil své síly s Calem, otcem Skye. Má vysoké IQ. |
| Francis Noche              | Geo Corvera           | 2x13 – Jeden z nás                            |            | 1          |            |            |            |            |            | Muž, který spojil své síly s Calem, otcem Skye. Napumpoval si ruce steroidy, díky tomu je neuvěřitelně silný, ale rozumu moc nepobral. |
| David A. Angar             | Jeff Daniels Phillips | 2x13 – Jeden z nás                            |            | 1          |            |            |            |            |            | S.H.I.E.L.D. ho držel v psychiatrické léčebně s maximální ostrahou, dokud ho neosvobodil Cal (otec Skye). Experimentovali na jeho hlasivkách. Jeho hlas napadá nervový systém a okamžitě způsobí bezvědomí oběti.                                                 |
| Tomas Calderon             | Kirk Achevedo         | 2x14 – Láska za časů Hydry                    |            | 2          |            |            |            |            |            | Jeden z hlavních vůdců "skutečného S.H.I.E.L.D.u" |
| Oliver                     | Mark Allan Stewart    | 2x14 – Láska za časů Hydry                    |            | 5          |            |            |            |            |            | Jeden z agentů ve vedení "skutečného S.H.I.E.L.D.u". Byl zabit Jiaying v díle S.O.S. (2. část). |
| O'Brien                    | Derek Phillips        | 2x17 – Melinda                                |            | 1          |            |            |            |            |            | Agenti S.H.I.E.L.D.u, kteří se účastnili mise v Bahrajnu. |
| Hart                       | Terrel Tilford        | 2x17 – Melinda                                |            | 1          |            |            |            |            |            | Agenti S.H.I.E.L.D.u, kteří se účastnili mise v Bahrajnu. |
| Eva Belyakovová            | Winter Ave Zoli       | 2x17 – Melinda                                |            | 1          |            |            |            |            |            | Patří mezi Inhumans. Ukradla terrigenské krystaly pro svou dceru. Zabita Mayovou během mise v Bahrajnu. |
| Katya Belyakovová          | Ava Acres             | 2x17 – Melinda                                |            | 1          |            | 1          |            |            |            | Malá dívka, která prošla terrigenskou mlhou bez schválení. Dcera Evy Balyakovové. Nedokázala své schopnosti ovládat – uměla odstranit emoce ostatních pouhým dotykem. Zabita Mayovou během mise v Bahrajnu.                                                       |
| Alisha Whitleyová          | Alicia Vela-Bailey    | 2x21 – S.O.S. (1. část)                       |            | 2          | 3          |            |            |            |            | Inhuman se schopností vytvořit svoje klony. Bojovala za Jiaying proti S.H.I.E.L.D.u. Nakonec byla poražena Lincolnem. Po příchodu Hivea na Zem se stává (poté co jí našel) součástí jeho "úlu". Poté byla zabita Kree                                             |

### 3. řada
| Jméno               | Herec/Herečka                               | První výskyt                    | Počet dílů | Počet dílů | Počet dílů | Počet dílů | Počet dílů | Počet dílů | Počet dílů | Role |
| Jméno               | Herec/Herečka                               | První výskyt                    | 1          | 2          | 3          | 4          | 5          | 6          | 6          | Role |
| ------------------- | ------------------------------------------- | ------------------------------- | ---------- | ---------- | ---------- | ---------- | ---------- | ---------- | ---------- | --- |
| Matthew Ellis       | William Sadler                              | 3x01 – Přírodní zákony          |            |            | 3          |            |            |            |            | Prezident Spojených států, který se snažil dopadnout Inhumans a vytvořil ATCU. |
| Yusuf Hadad         | Ido Mor                                     | 3x01 – Přírodní zákony          |            |            | 1          |            |            |            |            | Marocký překupník zboží, se kterým se setkal Fitz. |
| William May         | James Hong                                  | 3x02 – Účel stroje              |            |            | 1          |            |            |            |            | Otec Melindy Mayové. |
| Spud                | Daniel Feuerriegel                          | 3x03 – Hledaný (Inhu)Man        |            |            | 1          |            |            |            |            | Hunterova spojka k Hydře. Bojoval proti Hunterovi v zápase, kde ho Hunter zabil. |
| John Donnelly       | Daniel Roebuck                              | 3x03 – Hledaný (Inhu)Man        |            |            | 1          |            |            |            |            | Lincolnův známý pravděpodobně z doby, než se z Lincolna stal Inhuman. Pomohl Lincolnovi se schovat před vládou, ale když se dozvěděl, že je Lincoln hledaný, snažil se ho zastavit. Když ho Lincoln odzbrojil pomocí elektrického paprsku, vyvolalo mu to infarkt, na který zemřel. |
| Dwight Frye         | Chad Lindberg                               | 3x04 – Ďáblu v tvář             |            |            | 1          |            |            |            |            | Inhuman, který dostal bolesti hlavy, pokud se ocitl v blízkosti Inhumans. Ajťák, který posílal zavirovaný mail ostatním Inhumans na příkaz Lashe. Zabit Lashem v díle Devils You Know.                                                                                              |
| Lori Larsonová      | Alexi Wasser                                | 3x04 – Ďáblu v tvář             |            |            | 1          |            |            |            |            | Inhuman s ohnivými schopnostmi. Žila spolu se svým manželem Shanem Larsonem (Nick Eversman). Byla zabita Lashem v díle Devils You Know. |
| Will Daniels        | Dillon Casey                                | 3x05 – 4,722 hodin              |            |            | 2          |            |            |            |            | Voják, který se dostal na cizí planetu přes portál Monolitu. Pomohl Simmonsové přežít v divoké krajině a stal se jejím milencem. Po zachránění Simmonsové byl zabit Hivem, který následně obsadil jeho tělo.                                                                        |
| Steve Wilson        | Nelson Franklin                             | 3x08 – Mnoho hlav, jeden příběh |            |            | 1          |            |            |            |            | Bezpečnostní ochranka základny ATCU. |
| Thomas Ward         | Tyler Ritter                                | 3x09 – Vyrovnání                |            |            | 1          |            |            |            |            | Mladší bratr Granta Warda. |
| Victor Ramon        | Yancey Arias                                | 3x11 – Nový nádech              |            |            | 1          |            |            |            |            | Plukovník kolumbijské policie. |
| Lucio               | Gabriel Salvador                            | 3x11 – Nový nádech              |            |            | 3          |            |            |            |            | Inhuman z kolumbijské policie, který má schopnost pomocí pohledu svých očí znehybnit protivníka. Byl unesen Hydrou a začal pro ni pracovat. Zabit Joeyem v díle Team. |
| Francisco Rodriguez | Paul Lincoln AlayoLucas Armendariz (mladší) | 3x11 – Nový nádech              |            |            | 1          |            |            |            | 1          | Bratr Eleny Rodriguezové, který jí pomáhal zbavit se zbraní kolumbijské policie. S pomocí Luciových schopností ho policie dostala a zabila. |
| Anton Petrov        | Ravil Isyanov                               | 3x12 – Muž uvnitř               |            |            | 2          |            |            |            |            | Ruský vyslanec, který se účastnil Tchajwanského summitu. Byl oklamán Malickem a spolupracuje s ním na vytvořením azylového státu pro Inhumans. Byl zastřelen Hunterem v díle Parting Shot.                                                                                          |
| Stephanie Malicková | Bethany Joy Lenz                            | 3x13 – Poslední přípitek        |            |            | 2          |            |            |            |            | Dcera Gideona Malicka. Zabita Hivem v epizodě Paradise Lost jako oběť, kterou učinil Malick. |
| Duval               | Ivo Nandi                                   | 3x13 – Poslední přípitek        |            |            | 1          |            |            |            |            | Ruský inspektor, který vyšetřoval Bobbi a Huntera. |
| Dimitri Olšenko     | Endre Hules                                 | 3x13 – Poslední přípitek        |            |            | 1          |            |            |            |            | Ruský premiér. |
| generál Androvič    | Kristof Konrad                              | 3x13 – Poslední přípitek        |            |            | 1          |            |            |            |            | Bývalý ruský ministr obrany, který se stal Inhumanem se schopností vytvořit stín z temné hmoty. Byl zabit Bobbi. |
| Ruben Mackenzie     | Gaius Charles                               | 3x14 – Watchdgos                |            |            | 1          |            |            |            |            | Mladší bratr Macka. |
| Anderson            | Alexander Wraith                            | 3x15 – Časoprostor              |            |            | 4          | 3          |            |            |            | Agent S.H.I.EL.D.u. |
| Charles Hinton      | Bjørn Johnson                               | 3x15 – Časoprostor              |            |            | 1          |            |            |            |            | Inhuman se schopností při doteku s cizí osobou vidět něčí smrt, která se stane v budoucnosti. Po propuknutí svých schopností utekl od své manželky Polly a dcery Robin. Byl dopadnut Hydrou a při pokusu o svoji záchranu, zachraňuje Daisy, ale sám díky tomu umírá.               |
| Edwin Abbott        | Wolfgang Bodison                            | 3x15 – Časoprostor              |            |            | 1          |            |            |            |            | Majitel večerky v Dyker Heights, který se stal svědkem schopností Charlese. Později umírá při útoku Hydry. |
| Rowan Hamilton      | Markus Flanagan                             | 3x15 – Časoprostor              |            |            | 1          |            |            |            |            | Ředitel Transia Corporation, která vyrábí exoskelety. Zabit Gideonem. |
| Kurt Vogel          | Mark Atteberry                              | 3x16 – Ztracený ráj             |            |            | 2          |            |            |            |            | Agent Hydry. |
| Anon                | Camille De Pazzi                            | 3x18 – Singularita              |            |            | 1          |            |            |            |            | Pracuje pod Holdenem Radcliffem a byla díky němu biotechnologicky vylepšená. |
| O'Brien             | Derek Phillips                              | 3x19 – Nezdařené experimenty    |            |            | 2          |            |            |            |            | Agent S.H.I.E.L.D.u. |

### 4. řada
| Jméno                | Herec/Herečka        | První výskyt                          | Počet dílů | Počet dílů | Počet dílů | Počet dílů | Počet dílů | Počet dílů | Počet dílů | Role |
| Jméno                | Herec/Herečka        | První výskyt                          | 1          | 2          | 3          | 4          | 5          | 6          | 6          | Role |
| -------------------- | -------------------- | ------------------------------------- | ---------- | ---------- | ---------- | ---------- | ---------- | ---------- | ---------- | --- |
| Prince               | Ricardo Walker       | 4x01 – The Ghost                      |            |            |            | 6          |            |            |            | Agent S.H.I.E.L.D.u |
| Diego                | Wilson Ramirez       | 4x01 – The Ghost                      |            |            |            | 1          |            |            |            | Zločinec |
| Chen                 | Jen Kuo Sung         | 4x01 – The Ghost                      |            |            |            | 3          |            |            |            | Ilegální překupník, který byl zasáhnutý Lucy a později zemřel. |
| Felix                | Samuel Barajas       | 4x01 – The Ghost                      |            |            |            | 1          |            |            |            | Zločinec |
| blonďák              | Ian Hutton           | 4x01 – The Ghost                      |            |            |            | 1          |            |            |            | Nájemný žoldák, který byl poraněn Ghost Riderem a následně vyslýchán Daisy. |
| Nathanson            | Blaise Miller        | 4x01 – The Ghost                      |            |            |            | 3          |            |            |            | Agent S.H.I.E.L.D.u, který často pracuje spolu s Jemmou a Leem. Zabit Aidou v díle The Laws of Inferno Dynamics. |
| Frederick            | Dan Donohue          | 4x02 – Meet the New Boss              |            |            |            | 2          |            |            |            | Vědci, kteří se stali "duchy". |
| Hugo                 | Ward Roberts         | 4x02 – Meet the New Boss              |            |            |            | 3          |            |            |            | Vědci, kteří se stali "duchy". |
| Vincent              | Usman Ally           | 4x02 – Meet the New Boss              |            |            |            | 3          |            |            |            | Vědci, kteří se stali "duchy". |
| Canelo               | Daniel Zacapa        | 4x02 – Meet the New Boss              |            |            |            | 1          |            |            |            | Robbieho zaměstnavatel a majitel Canelo's Auto and Body. |
| otec                 | John Churchill       | 4x02 – Meet the New Boss              |            |            |            | 1          |            |            |            | Otec žijící v Pasedeně se svým synem (Nico David), který byl zasažen Lucy a zešílel |
| Maria                | Vallery M. Ortiz     | 4x03 – Uprising                       |            |            |            | 1          |            |            |            | Kamarádka Eleny, která se bude vdávat. |
| Úžasný Mertz         | Derek Hughes         | 4x03 – Uprising                       |            |            |            | 1          |            |            |            | Kouzelník, který předváděl své triky na Mariině oslavě. |
| Joseph Bauer         | Kerr Bauer           | 4x04 – Let Me Stand Next to Your Fire |            |            |            | 3          |            |            |            | Manžel Lucy, který byl v kómatu. |
| Santino Noguera      | Rolando Molina       | 4x05 – Lockup                         |            |            |            | 1          |            |            |            | Člen Fifth Street Locos, který přežil jako poslední, dokud ho Robbie nezabil ve vězení. |
| Harlan               | Brandon Keener       | 4x05 – Lockup                         |            |            |            | 1          |            |            |            | Agent S.H.I.E.L.D.u, který má na starost výslech zaměstnanců. |
| Terrence Shockley    | John Pyper-Ferguson  | 4x09 – Broken Promises                |            |            |            | 3          |            |            |            | Jeden z hlavních vojáků Watchdogs. Omylem se stal Inhumanem. |
| Vijay Nadeer         | Manish Dayal         | 4x09 – Broken Promises                |            |            |            | 3          |            |            |            | Bratr senátorky Ellen Nadeerové a Inhuman se schopností bleskurychlých pohybů, které získal poté, co se dostal ze záhadné kukly. Je zabit v díle Broken Promises jeho sestrou a shozen do moře, kde se znovu zakuklí.                      |
| Zack Bynum           | Bryan Keith          | 4x09 – Broken Promises                |            |            |            | 2          |            |            |            | Asistent senátorky Ellen Nadeerové. |
| Yuri Zaikin          | Troy Caylak          | 4x10 – The Patriot                    |            |            |            | 1          |            |            |            | Bývalý agent Hydry |
| McCafferty           | Alastair Bayardo     | 4x10 – The Patriot                    |            |            |            | 1          |            |            |            | Agent S.H.I.E.L.D.u, který řídil Quinjet. Při jeho pádu zemřel. |
| Crawfordová          | Kimberley Drummond   | 4x10 – The Patriot                    |            |            |            | 1          |            |            |            | Agent S.H.I.E.L.D.u |
| Michelle Caldwellová | Shelley Robertson    | 4x10 – The Patriot                    |            |            |            | 1          |            |            |            | Žena, která vyprávěla svůj příběh, jak ji Daisy zachránila. |
| L.T. Koenigová       | Artemis Pebdani      | 4x12 – Hot Potato Soup                |            |            |            | 1          |            |            |            | Starší sestra bratrů Koenigů a agent S.H.I.E.L.D.u |
| Cecilio              | Deren Tadlock        | 4x13 – BOOM                           |            |            |            | 1          |            |            |            | Agent S.H.I.E.L.D.u |
| Jurmain              | Sheila Cutchlow      | 4x13 – BOOM                           |            |            |            | 1          |            |            |            | Agent FBI |
| Fisher               | Cantrell Harris      | 4x15 – Self Control                   |            |            |            | 1          |            |            |            | Agent S.H.I.E.L.D.u |
| Julia Priceová       | Jade Harlow          | 4x16 – What If…                       |            |            |            | 1          |            |            |            | Servírka v "Konstrukci", která objevila Jemmu a pomohla jí s odvozem. |
| Burnell              | Taj Speights         | 4x16 – What If…                       |            |            |            | 2          |            |            |            | Spurné dítě v "Konstrukci". |
| Pinksy               | Brandon Morales      | 4x16 – What If…                       |            |            |            | 1          |            |            |            | Agenti Hydry v "Konstrukci". |
| Slate                | Chad T. Wood         | 4x16 – What If…                       |            |            |            | 1          |            |            |            | Agenti Hydry v "Konstrukci". |
| Chris Adler          | Skyler James         | 4x16 – What If…                       |            |            |            | 2          |            |            |            | Student ve škole v "Konstrukci", kterého učil Coulson. |
| Amy                  | Stella Frances Gregg | 4x17 – Identity and Change            |            |            |            | 1          |            |            |            | Studentka ve škole v "Konstrukci", kterou učil Coulson. |
| zvláštní agent Hydry | David Lee Landry     | 4x17 – Identity and Change            |            |            |            | 1          |            |            |            | Agenti Hydry v "Konstrukci" |
| hlavní agent Hydry   | Randall J. Bacon     | 4x17 – Identity and Change            |            |            |            | 1          |            |            |            | Agenti Hydry v "Konstrukci" |
| Alistair Fitz        | David O'Hara         | 4x18 – No Regrets                     |            |            |            | 2          |            |            |            | Otec Leopolda Fitze. Objevil se v "Konstrukci", kde byl jeden z nejvýše postavených agentů Hydry. |
| Whitley              | Brennan Feonix       | 4x21 – The Return                     |            |            |            | 1          |            |            |            | Letci S.H.I.E.L.D.u |
| Richardson           | J. Michael Evans     | 4x21 – The Return                     |            |            |            | 1          |            |            |            | Letci S.H.I.E.L.D.u |
| poručík Evansová     | Zibby Allen          | 4x22 – World's End                    |            |            |            | 1          | 1          |            |            | Poručík, který byl přítomný atentátu na Talbota. Poté pracovala pod generálem Haleovou s poručíkem Lucasem a snažili se zjisti, co se stalo s agenty S.H.I.E.L.D.u, když zmizeli. Poté co přišli o Fitze, byla zabita generálkou Haleovou. |

1. ↑  Vijay Nadeer se už objevil v epizodě Deals with Our Devils, kde ale herec nebyl uveden.

### 5. řada
| Jméno                  | Herec/Herečka       | První výskyt                        | Počet dílů | Počet dílů | Počet dílů | Počet dílů | Počet dílů | Počet dílů | Počet dílů | Role |
| Jméno                  | Herec/Herečka       | První výskyt                        | 1          | 2          | 3          | 4          | 5          | 6          | 7          | Role |
| ---------------------- | ------------------- | ----------------------------------- | ---------- | ---------- | ---------- | ---------- | ---------- | ---------- | ---------- | --- |
| Virgil                 | Deniz Akdeniz       | 5x01 – Orientation (Part 1)         |            |            |            |            | 1          |            |            | Věřící" člověk, který žil v Majáku. Byl zabit šváby. |
| Jerry                  | Peter Hulne         | 5x01 – Orientation (Part 1)         |            |            |            |            | 1          |            |            | Člověk žijící v Majáku. |
| kreeský kapitán        | Derek Mears         | 5x01 – Orientation (Part 1)         |            |            |            |            | 2          |            |            | Neznámý kreeský kapitán. |
| Holt                   | James Babson        | 5x02 – Orientation (Part 2)         |            |            |            |            | 1          |            |            | Muž, který dlužil Grillovi a byl vybrán při Obrodě. Zabit Tess. |
| poručík Zev            | Kaleti Williams     | 5x02 – Orientation (Part 2)         |            |            |            |            | 2          |            |            | Pravá ruka Grilla, na kterého agenti S.H.I.E.L.D.u narafičili nezákonné držení zbraně a on byl za to vyhoštěn na Zemi, kde byl pravděpodobně zabit šváby.                |
| Ava                    | Tunisha Hubbard     | 5x02 – Orientation (Part 2)         |            |            |            |            | 8          |            |            | Žena žijící na Majáku. Je jednou z vyvolených Kasie a jeho služebná. |
| velitel kreeské hlídky | Jay Hunter          | 5x02 – Orientation (Part 2)         |            |            |            |            | 4          |            |            | Kree, který pracuje na Majáku. Velitel kreeské hlídky. |
| Abby                   | Ciara Bravo         | 5x03 – A Life Spent                 |            |            |            |            | 1          |            |            | Mladá Inhumanka na Majáku se schopnostmi měnit hmotnosti molekul ve svém těle. Byla koupena Bashou.                                                                      |
| Basha                  | Rya Kihlstedt       | 5x03 – A Life Spent                 |            |            |            |            | 2          |            |            | Mimozemšťanka neznámého původu, která si od Kasia kupuje Inhumany. |
| Tye                    | Max E. Williams     | 5x03 – A Life Spent                 |            |            |            |            | 3          |            |            | Muž žijící na Majáku, který trénuje Inhumany v bojových uměních. |
| Ben                    | Myko Olivier        | 5x04 – A Life Earned                |            |            |            |            | 2          |            |            | Inhuman žijící na Majáku se schopností číst myšlenky. Zabit Sinarou v díle Together or Not at All.                                                                       |
| Gunner                 | James Harvey Ward   | 5x04 – A Life Earned                |            |            |            |            | 2          |            |            | Muž na Majáku, který dlužil žetony Grillovi. |
| poručík Lucas          | Joe Layton          | 5x05 – Rewind                       |            |            |            |            | 1          |            |            | Poručík, který se snažil zjistit, co se stalo s agenty S.H.I.E.L.D.u. Poté co přišel o Fitze, byl zabit generálkou Haleovou.                                             |
| Faulnak                | Samuel Roukin       | 5x06 – Fun & Games                  |            |            |            |            | 2          |            |            | Bratr Kasia, který se stará o rodinné impérium. Zabit Kasiem v díle Together or Not at All.                                                                              |
| senátor Gaius Ponarian | Patrick Fabian      | 5x06 – Fun & Games                  |            |            |            |            | 1          |            |            | Host na aukci Ničitelky světů. Odpudivý už od pohledu. I jeho nejbližší přátelé si myslí, že jeho povaha je bestiální.                                                   |
| Karaba                 | Erika Ervin         | 5x06 – Fun & Games                  |            |            |            |            | 1          |            |            | Host na aukci Ničitelky světů. Je strašně násilnická, její náklonnost je jako prokletí.                                                                                  |
| Vikář                  | Isaac C. Singleton  | 5x06 – Fun & Games                  |            |            |            |            | 2          |            |            | Host na aukci Ničitelky světů. |
| Maston-Dar             | Remington Hoffman   | 5x06 – Fun & Games                  |            |            |            |            | 2          |            |            | Bodyguard Kasiova bratra Faulnaka. Zabit Sinarou. |
| Gretchen               | Michele Tobin       | 5x06 – Fun & Games                  |            |            |            |            | 2          |            |            | Žena žijící na Majáku. |
| Samuel Voss            | Michael McGrady     | 5x08 – The Last Day                 |            |            |            |            | 2          |            |            | Muž, který žije na povrchu v Zefyru po roztříštění planety. De facto vede komunitu na povrchu.                                                                           |
| Mouse                  | Dusty Sorg          | 5x08 – The Last Day                 |            |            |            |            | 1          |            |            | Muž, který žije na povrchu v Zefyru po roztříštění planety. |
| Hek-Sel                | Luke Massy          | 5x08 – The Last Day                 |            |            |            |            | 3          |            |            | Kreeský voják pod velením Kasia. |
| Noah                   | Joel David Moore    | 5x11 – All the Comforts of Home     |            |            |            |            | 1          |            |            | Chronicom, který se stará po Enochovi o Maják. Zemřel při výbuchu bomby ve vysílači.                                                                                     |
| Rick Stoner            | Patrick Warburton   | 5x11 – All the Comforts of Home     |            |            |            |            | 2          |            | 2          | Generál pracují v minulosti pro S.H.I.E.L.D., který měl na starost vybudování Majáku a v alternativní časové linii projekt Insight.                                      |
| náčelník Wellins       | Stewart Skelton     | 5x11 – All the Comforts of Home     |            |            |            |            | 2          |            |            | Náčelník policie v malém městě River's End. |
| strážník Kennedy       | Antonio Aaron       | 5x11 – All the Comforts of Home     |            |            |            |            | 1          |            |            | Strážník policie v malém městě River's End. |
| Tony Caine             | Jake Busey          | 5x13 – Principia                    |            |            |            |            | 2          |            |            | Mackův kamarád z dětství, který je expertem v padělání průkazů a schovávání identit. Zajistil novou identitu vědcům z projektu Svorka.                                   |
| dr. Van Kempen         | Paul Schackman      | 5x13 – Principia                    |            |            |            |            | 1          |            |            | Jeden z vědců, kteří pracovali s gravitoniem. |
| Joseph Getty           | Mark Fite           | 5x13 – Principia                    |            |            |            |            | 1          |            |            | Jeden z vědců, kteří pracovali s gravitoniem. |
| Dekeova matka          | Katie Amanda Keane  | 5x13 – Principia                    |            |            |            |            | 1          |            |            | Dekeova matka, která ho porodila těsně předtím, než na majáku Kree začali obyvatelstvo sterilizovat. Byla jimi zabita, protože znala proroctví o příchodu S.H.I.E.L.D.u. |
| Steger                 | Graham Sibley       | 5x15 – Rise and Shine               |            |            |            |            | 1          |            |            | Profesor ve škole Hydry. |
| Fischer                | Rocky McMurray      | 5x15 – Rise and Shine               |            |            |            |            | 1          |            |            | Generál USA, který slouží v Hydře. Zabil se, když byl odhalen. |
| puberťák Von Strucker  | Joey Defore         | 5x15 – Rise and Shine               |            |            |            |            | 1          |            |            | Jeden z budoucích vůdců Hydry, který chodil do stejného ročníku jako Haleová.                                                                                            |
| George Talbot          | Jack Fisher         | 5x15 – Rise and Shine               |            |            |            |            | 2          |            |            | Syn generála Talbota. |
| Thomas                 | Brent Bailey        | 5x18 – All Roads Lead...            |            |            |            |            | 2          |            |            | Agent S.H.I.E.L.D.u, který pomáhá Quake a May v odchytu generálky Haleové. Umírá v díle Option Two – stává se jednou z první obětí Remorathských válečníků.              |
| Wahl                   | Dominic Daniel      | 5x18 – All Roads Lead...            |            |            |            |            | 2          |            |            | Agent S.H.I.E.L.D.u. Byl zabit Remorathy během obležení Majáku. |
| Kim                    | Chen Tang           | 5x19 – Option Two                   |            |            |            |            | 2          |            |            | Agent S.H.I.E.L.D.u, který pomáhal během obležení Majáku, během nějž byl zabit.                                                                                          |
| Taryan                 | Craig Parker        | 5x20 – The One Who Will Save Us All |            |            |            |            | 2          |            |            | Kree a hlava rodiny Kasius. Člen Konfederace. Otec Kasia a Faulnaka. |
| Crixon                 | Gabriel Hogan       | 5x20 – The One Who Will Save Us All |            |            |            |            | 1          |            |            | Člen Konfederace a reprezentant Astránců. Zabit Glennem Talbotem v díle The One Who Will Save Us All.                                                                    |
| Qolpack                | Darwin Shaw         | 5x20 – The One Who Will Save Us All |            |            |            |            | 1          |            |            | Člen Konfederace a reprezentant neznámé rasy. |
| Qajax                  | Andres Seanz-Hudson | 5x20 – The One Who Will Save Us All |            |            |            |            | 1          |            |            | Remorathský válečník, který vedl útok na Maják a umřel po požití Odia.                                                                                                   |
| Estella                | Nayo Wallace        | 5x20 – The One Who Will Save Us All |            |            |            |            | 1          |            |            | Členka Konfederace a reprezentantka dosud neznámé rasy. |
| Magei                  | E.R. Ruiz           | 5x20 – The One Who Will Save Us All |            |            |            |            | 1          |            |            | Člen Konfederace a reprezentant Rajaků. |
| Joqo                   | Matthew Foster      | 5x20 – The One Who Will Save Us All |            |            |            |            | 1          |            |            | Člen Konfederace a reprezentant Kallusianů. |

1. ↑  Dospělého von Struckera hraje ve filmech Thomas Kretschmann.

### 6. řada
| Jméno            | Herec/Herečka         | První výskyt                                     | Počet dílů | Počet dílů | Počet dílů | Počet dílů | Počet dílů | Počet dílů | Počet dílů | Role |
| Jméno            | Herec/Herečka         | První výskyt                                     | 1          | 2          | 3          | 4          | 5          | 6          | 7          | Role |
| ---------------- | --------------------- | ------------------------------------------------ | ---------- | ---------- | ---------- | ---------- | ---------- | ---------- | ---------- | --- |
| Keller           | Lucas Bryant          | 6x01 – Missing Pieces                            |            |            |            |            |            | 3          |            | Agent a operativec S.H.I.E.L.D.u, který chová romantické city k Yo-Yo. V díle Code Yellow byl infikován parazitickým mimozemšťanem, který ničil jeho těla, takže ho Yo-Yo milosrdně zabila.                   |
| Trok             | Glenn Keogh           | 6x01 – Missing Pieces                            |            |            |            |            |            | 1          |            | D'Rillian, který se střetl s členy S.H.I.E.L.D.u, když hledali Fitze. |
| Fox              | Levi Meaden           | 6x01 – Missing Pieces                            |            |            |            |            |            | 1          |            | Agent S.H.I.E.L.D.u, který byl do agentury rekrutován na doporučení Kellera. Zabit Sargem v díle Missing Pieces, když držel za rukojmí Snowflake.                                                             |
| Tinker           | Xavier Jimenez        | 6x01 – Missing Pieces                            |            |            |            |            |            | 2          |            | Bývalý člen Sargeovy skupiny. Při příchodu na Zem přes portál se zasekl ve zdi a zanedlouho zemřel. |
| Julian           | Matthew Law           | 6x01 – Missing Pieces                            |            |            |            |            |            | 4          |            | Agenti S.H.I.E.L.D.u |
| More             | Miguel A. Lopez       | 6x01 – Missing Pieces                            |            |            |            |            |            | 2          |            | Agenti S.H.I.E.L.D.u |
| Viro             | Paul Telfer           | 6x02 – Window of Opportunity                     |            |            |            |            |            | 1          |            | Sivian, který vlastnil vesmírnou loď, která převážela xandarianské slimáky. Zabit Fitzem a Enochem, když místo vypuštění posádky do vesmíru "omylem" vypustil sám sebe.                                       |
| Pretorious Pryce | Clark Middleton       | 6x03 – Fear and Loathing on the Planet of Kitson |            |            |            |            |            | 1          |            | Celní úředník na planetě Naro-Atzia |
| Boyle            | Scott Kruse           | 6x03 – Fear and Loathing on the Planet of Kitson |            |            |            |            |            | 4          |            | Žoldáci, kteří Fitzovi ukradli Virovu loď. Později se přidali k Izel, která je nechala posednout Shrikem. Zemřeli při výbuchu lodi.                                                                           |
| Toad             | TJ Alvarado           | 6x03 – Fear and Loathing on the Planet of Kitson |            |            |            |            |            |            |            | Žoldáci, kteří Fitzovi ukradli Virovu loď. Později se přidali k Izel, která je nechala posednout Shrikem. Zemřeli při výbuchu lodi.                                                                           |
| Montalban        | Louie Ski Carr        | 6x03 – Fear and Loathing on the Planet of Kitson |            |            |            |            |            | 2          |            | Vymahač v Domě her na planetě Kitson |
| Wayne            | Douglas Bennett       | 6x03 – Fear and Loathing on the Planet of Kitson |            |            |            |            |            | 2          |            | Gambler v Domě her. Byl sťat Mistrem Kitsonem za porušení pravidel. |
| Sequoia          | Maurissa Tancharoen   | 6x04 – Code Yellow                               |            |            |            |            |            | 1          |            | Celebrita sociálních médií a přítelkyně Dekea. Poté co je napadla Sargeova skupina, byla zachráněna agentem Trevorem Khanem z S.H.I.E.L.D.u. Následně se s Dekeam rozešla a začala chodit se svým zachráncem. |
| Kaya             | Portia Bartley        | 6x04 – Code Yellow                               |            |            |            |            |            | 2          |            | Zaměstnankyně v Dekeově společnosti |
| Lindsay          | Teodora Marcella      | 6x04 – Code Yellow                               |            |            |            |            |            | 2          |            | Recepční v Dekeově společnosti |
| Altarah          | Sherri Saum           | 6x05 – The Other Thing                           |            |            |            |            |            | 3          |            | Vůdkyně Chronicomů, která se pomocí cestování časem snažila zachránit jejich planetu. |
| Mistr Kitson     | Anthony Michael Hall  | 6x07 – Toldja                                    |            |            |            |            |            | 1          |            | Vládce Kitsonu |
| Phelps           | Anthony D. Washington | 6x08 – Collision Course (Part 1)                 |            |            |            |            |            | 1          |            | Agent S.H.I.E.L.D.u., který hlídal Paxe a Jace, dokud ho nezabili. |
| Baal-Gad         | Christian Ochoa       | 6x08 – Collision Course (Part 1)                 |            |            |            |            |            | 3          |            | Chronicom a lovec |
| Isaiah           | Jan Uddin             | 6x08 – Collision Course (Part 1)                 |            |            |            |            |            | 3          |            | Bývalý antropolog z Chronicomu, který se přidal k Lovcům. |
| Tom Benson       | Robb Derringer        | 6x11 – From the Ashes                            |            |            |            |            |            | 1          |            | Manžel Marcuse Bensona, který zemřel při automobilové nehodě. |

### 7. řada
| Jméno                     | Herec/Herečka       | První výskyt                                              | Počet dílů | Počet dílů | Počet dílů | Počet dílů | Počet dílů | Počet dílů | Počet dílů | Role |
| Jméno                     | Herec/Herečka       | První výskyt                                              | 1          | 2          | 3          | 4          | 5          | 6          | 7          | Role |
| ------------------------- | ------------------- | --------------------------------------------------------- | ---------- | ---------- | ---------- | ---------- | ---------- | ---------- | ---------- | --- |
| Cain                      | Joe Reegan          | 7x01 – The New Deal                                       |            |            |            |            |            |            | 1          | Lovec Chronicomů, který dostal za úkol zničit S.H.I.E.L.D. Při pokusu zabít Quake, byl zajat a vyslýchán. Během mučení byly jeho vnitřní systémy zničeny a zničilo se tak celé jeho tělo.                                                            |
| Viola                     | Nora Zehetner       | 7x01 – The New Deal                                       |            |            |            |            |            |            | 2          | Agentka Hydry ve 30. letech. |
| Tillman                   | Greg Finley         | 7x01 – The New Deal                                       |            |            |            |            |            |            | 1          | Barman v tajném baru v New Yorku. |
| Franklin Delano Roosevelt | Joseph Culp         | 7x01 – The New Deal                                       |            |            |            |            |            |            | 1          | V roce 1931 guvernér New Yorku a budoucí prezident USA. |
| Pascal Vega               | Julian Acosta       | 7x03 – Alien Commies from the Future!                     |            |            |            |            |            |            | 1          | Agent S.H.I.E.L.D.u, který pracoval v Oblasti 51 na projektu Hélius. |
| Gerald Sharpe             | Michael Gaston      | 7x03 – Alien Commies from the Future!                     |            |            |            |            |            |            | 1          | Zaměstnanec amerického ministerstva obrany. |
| Tom                       | Larry Clarke        | 7x04 – Out of the Past                                    |            |            |            |            |            |            | 1          | Agent S.H.I.E.L.D.u a zákazník baru Krazy Kanoe. Dlouhou dobu vypráví Enochovi svůj příběh. |
| Joe                       | Philip Alexander    | 7x04 – Out of the Past                                    |            |            |            |            |            |            | 1          | Agent HYDRY, kterého vyslal Wilfred Malick, aby zabil Daniela Sousu. |
| Lana                      | Stephanie Drapeau   | 7x04 – Out of the Past                                    |            |            |            |            |            |            | 1          | Agentka HYDRY, kterou vyslal Wilfred Malick, aby zaútočila na Daniela Sousu. |
| Ford                      | Dawan Owens         | 7x05 – A Trout in the Milk                                |            |            |            |            |            |            | 2          | Agent S.H.I.E.L.D.u. Později ho zabil jeden z lovců Chronicomů a vzal na sebe jeho podobu. Chronicoma s Fordovou tváří zabil Phil Coulson. |
| John Mackenzie            | Sedale Threatt Jr.  | 7x05 – A Trout in the Milk                                |            |            |            |            |            |            | 2          | Otec Alphonsa Mackenzieho. |
| Lilla Mackenzieová        | Paulina Bugembe     | 7x05 – A Trout in the Milk                                |            |            |            |            |            |            | 2          | Matka Alphonsa Mackenzieho. |
| Kingová                   | Shakira Barrera     | 7x06 – Adapt or Die                                       |            |            |            |            |            |            | 1          | Agentka S.H.I.E.L.D.u, jejíchž podobu na sebe vzal jeden z lovců Chronicomů. Ten byl poté zabit agentkou Mayovou. |
| Olga Pachinko             | Jolene Andersen     | 7x07 – The Totally Excellent Adventures of Mack and the D |            |            |            |            |            |            | 1          | Agentka S.H.I.E.L.D.u a členka Dekeovy jednotky. |
| Russell Feldman           | Austin Basis        | 7x07 – The Totally Excellent Adventures of Mack and the D |            |            |            |            |            |            | 1          | Opravář počítačů a majitel Feldman Electronics, kterého Sibyl donutila, aby jí postavil robotí tělo. |
| Cricket                   | Ryan Donowho        | 7x07 – The Totally Excellent Adventures of Mack and the D |            |            |            |            |            |            | 1          | Bubeník Dekeovy skupiny. |
| Roxy Glassová             | Tipper Newton       | 7x07 – The Totally Excellent Adventures of Mack and the D |            |            |            |            |            |            | 2          | Agentka S.H.I.E.L.D.u a členka Dekeovy jednotky. |
| Chip Womack               | Karl Girolamo       | 7x07 – The Totally Excellent Adventures of Mack and the D |            |            |            |            |            |            | 1          | Obyvatel River's End a bývalý spolužák Russella Feldmana. |
| Tommy Chang               | John Yuan           | 7x07 – The Totally Excellent Adventures of Mack and the D |            |            |            |            |            |            | 1          | Agent S.H.I.E.L.D.u a člen Dekeovy jednotky. |
| Ronnie Chang              | Matt Yuan           | 7x07 – The Totally Excellent Adventures of Mack and the D |            |            |            |            |            |            | 1          | Agent S.H.I.E.L.D.u a člen Dekeovy jednotky. |
| Tawni                     | Lynden Orr          | 7x07 – The Totally Excellent Adventures of Mack and the D |            |            |            |            |            |            | 1          | Přítelkyně Cricketa. |
| Li                        | Byron Mann          | 7x08 – After, Before                                      |            |            |            |            |            |            | 2          | Inhuman žijící v Afterlife a druhý ve vedení po Jiaying. |
| Javier                    | David Bianchi       | 7x08 – After, Before                                      |            |            |            |            |            |            | 1          | Drogový dealer, který zabil Oscara Rodrigueze. |
| Oscar Rodriguez           | Ricardo Cisneros    | 7x08 – After, Before                                      |            |            |            |            |            |            | 1          | Zesnulý strýc Eleny Rodriguezové. |
| Durant                    | Gabriel Sousa       | 7x10 – Stolen                                             |            |            |            |            |            |            | 1          | Žoldák, který měl zemřít v letadle, jež S.H.I.E.L.D. Nicméně ho zachránil Nathaniel Malick a poskytl mu Liho schopnosti tvořit v ruce ostří. Byl zajat S.H.I.E.L.D.em, kde měl možnost zabít Yo-Yo. Jelikož to nezvládl, tak ho později zabila Kora. |
| dr. Grady                 | John Lee Ames       | 7x10 – Stolen                                             |            |            |            |            |            |            | 1          | Nebezpečný vědec, kterého naverboval Nathaniel Malick. |
| Kimballová                | Katy M. O'Brian     | 7x11 – Brand New Day                                      |            |            |            |            |            |            | 3          | Členka skupiny Nathaniela Malicka. |
| Shepard                   | Christopher Charles | 7x11 – Brand New Day                                      |            |            |            |            |            |            | 1          | Člen skupiny Nathaniela Malicka, kterému se stalo osudné, když velitele pořád oslovoval "pane". |
| major Brandon Gamble      | Stephen Bishop      | 7x12 – The End Is at Hand                                 |            |            |            |            |            |            | 1          | Vysoce postavený agent S.H.I.E.L.D.u, který původně pracovala v Hubu. |
| starý muž                 | Bill Cobbs          | 7x12 – The End Is at Hand                                 |            |            |            |            |            |            | 1          | |
| Alya Fitzová              | Harlow Happy Hexum  | 7x13 – What We're Fighting For                            |            |            |            |            |            |            | 1          | Dcera Fitze a Simmonsové |